# Божанствене тајне Ја-Ја сестринства
Божанствене тајне Ја-Ја сестринства (енгл. Divine Secrets of the Ya-Ya Sisterhood) је америчка филмска драма из 2002. године са Сандром Булок и Елен Берстин у главним улогама. Филм је снимљен по истоименом роману Ребеке Велш, а као продуцент филма се потписује Бет Мидлер. Главна тема филма је сложен однос између мајке и кћерке.

## Улоге
| Глумац           | Улога                      |
| ---------------- | -------------------------- |
| Сандра Булок     | Сидали Сида Вокер          |
| Елен Берстин     | Вивијен Виви Вокер (стара) |
| Ешли Џад         | Вивијен Вокер (млада)      |
| Меги Смит        | Керолин Керо Бенет         |
| Фионула Фланаган | Ејми Тинси Вајтмен         |
| Ширли Најт       | Дениз Неси Келехер         |
| Џејмс Гарнер     | Шеп Вокер                  |